# 维尔 (瓦兹省)
维尔（法語：Ville，法語發音：[vil] ⓘ）是法国瓦兹省的一个市镇，属于贡比涅区。

## 地理
维尔（49°33'15"N, 2°56'23"E）面积6.04 平方千米，位于法国上法蘭西大區瓦兹省，该省份为法国北部内陆省份，北起索姆省，西接厄尔省和滨海塞纳省，南至塞纳-马恩省和瓦兹河谷省，东临埃纳省。
与维尔接壤的市镇（或旧市镇、城区）包括：卡内克唐库尔、希里-乌尔斯康、埃夫里库尔、拉尔布鲁瓦、帕塞勒、里贝库尔-德雷兰库尔、叙祖瓦。

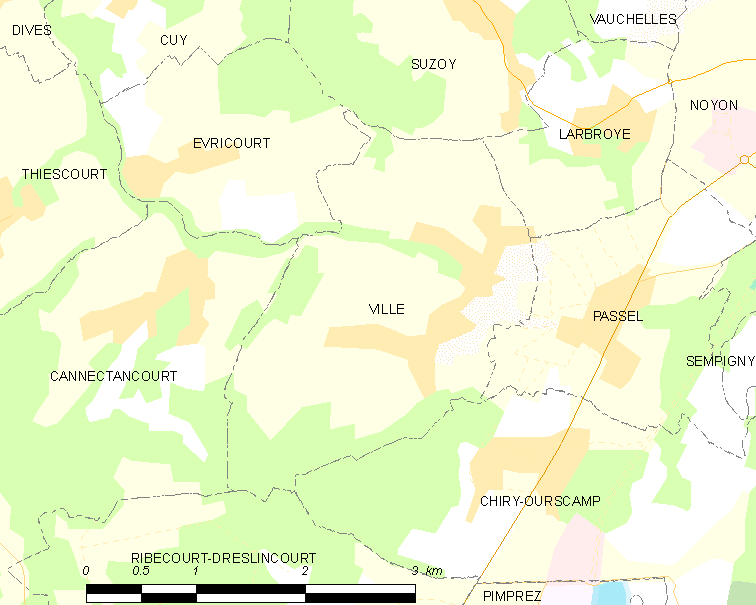
的OSM定位图

维尔的时区为UTC+01:00、UTC+02:00（夏令时）。

## 行政
维尔的邮政编码为60400，INSEE市镇编码为60676。

## 政治
维尔所属的省级选区为努瓦永县。

## 人口

1962-2008年间人口变化图示

维尔于2022年1月1日时的人口数量为746人。